# Crise de liquidez no Líbano
A crise de liquidez no Líbano é uma crise financeira vigente afetando o Líbano, que se tornou fortemente aparente em agosto de 2019 e foi exacerbada tanto pela pandemia de COVID-19 quanto pelas explosões no porto de Beirute em 2020. As raízes da crise são profundas e o país experimentou uma diminuição da liquidez nos anos anteriores a 2019, porém a real extensão da crise foi disfarçada pela engenharia financeira da gerência do Banco do Líbano.

## Contexto
Desde 1997, a libra libanesa foi fixada ao dólar numa taxa de 1,507.5 libras por dólar. A estabilidade da libra libanesa foi o pilar da política do banco central nas últimas duas décadas. Sua intenção era trazer uma muito desejada estabilidade ao país após a severa desvalorização da libra libanesa depois do fim da Guerra Civil Libanesa.
A economia libanesa pós-guerra dependeu de diferentes fontes de moeda estrangeira que eram essenciais para manter a taxa de câmbio artificial: turismo, mercado imobiliário, remessas da diáspora composta por mais de dez milhões de indivíduos, um setor financeiro grande que ofereceu aos depositadores uma muito apreciada anonimidade no sistema bancário e altas taxas de juros. Essas fontes eram essenciais para financiar o déficit comercial e a dívida pública crescente.
Em 2016, o Líbano começou a testemunhar uma desaceleração da entrada de capital estrangeiro: Entre março de 2015 e maio de 2016, a liquidez do dólar diminuiu pela primeira vez em 11 anos. Como resultado, o Banco do Líbano iniciou uma série de operações de engenharia financeira que ficaram conhecidas como "a troca". O Banco do Líbano trocou a dívida pública que possuía em libras libanesas por Eurobonds, ou dívidas em capital estrangeiro, pelo equivalente a 2 bilhões de dólares estadunidenses. Entre junho e outubro de 2016, o banco central trocou esse Eurobonds por capital estrangeiro de fato com uma seleção de bancos comerciais. Como resultado, a economia libanesa conseguiu evitar as consequências de uma crise de liquidez no período, mas aumentou consideravelmente a dívida pública em dólares e custou uma fortuna à economia inteira: o Fundo Monetário Internacional estimou que os bancos que participaram da operação lucraram 5 bilhões de dólares estadunidenses enquanto o banco central retirou 13 bilhões de dólares em moedas estrangeiras. Se esses números forem corretos, os bancos envolvidos lucraram com 40% da operação total. O banco central repetiu ações semelhantes de engenharia financeira nos anos seguintes.
No entanto, mesmo com essas operações, o Líbano continuou falhando em atrair capital estrangeiro para acompanhar a crescente demanda. Já no fim de 2018, alguns bancos comerciais começaram a restringir o acesso dos depositantes sobre seus próprios fundos em moeda estrangeira: Eles frequentemente impuseram uma importante taxa adicional na retirada de dólares estadunidenses para impedir os clientes de retirar esses fundos.
Em agosto de 2019, devido a diversas dificuldades financeiras, especialmente a crescente probabilidade de que o governo libanês boicotasse suas obrigações com a dívida, a taxa de transação do mercado negro começou a divergir da taxa oficial.
Seguindo o primeiro grande protesto de 2019, os bancos libaneses fecharam por um período sem precedentes de duas semanas. Quando reabriram, os bancos restringiram de forma ilegal o acesso dos depositantes à seus próprios fundos em dólares estadunidenses - apesar da ausência de um controle de capital oficial. Essas restrições foram um fator chave no choque de confianças dos libaneses em sua própria moeda e empurraram o valor da libra abaixo de sua taxa de transação oficial.
No quarto trimestre de 2019, a taxa de transação do mercado negro atingiu a marca de 1.600 libras por dólar estadunidense, e em abril de 2020, 14,000 libras por dólar em março de 2021 e 15,200 libras por dólar em junho de 2021. A taxa de transação do dólar no mercado negro continuou a flutuar substancialmente devido à desvalorização da libra libanesa causada por uma aguda escassez de dólares no Líbano. Essa escassez de dólares também causou o fechamento de 785 restaurantes e cafés entre setembro de 2019 e fevereiro de 2020, resultando na perda de 25.000 postos de trabalho. O preço dos bens de consumo cresceram 580% desde outubro, resultando na pior crise econômica em décadas. Essa crise econômica fez o produto doméstico bruto do Líbano cair de 55 bilhões de dólares para 44 bilhões, comparado com o ano anterior.
Essa escassez de dólares foi exacerbada ainda mais pela impressão em massa da lira que o baanco central realizou a partir de 2019. Dados do banco central libanês indicam que a disponibilidade de dinheiro cresceu 266% de dezembro de 2019 à dezembro de 2021.

## Consequências
A queda na taxa de transação causou protestos no Líbano, que em última instância resultaram na resignação do primeiro-ministro Saad Hariri e seu gabinete. Em seguida, a pandemia de COVID-19 forçou mais negócios a fechar as portas e demitir seus funcionários.
O primeiro-ministro Hassan Diab afirmou que o país iria boicotar sua dívida em Eurobonds e buscar acordos de reestruturação em meio a uma crise financeira em espiral que afetou as reservas de moedas estrangeiras. O Líbano tinha de pagar 1.2 bilhões de dólares estadunidenses em Eurobonds no dia 9 de março de 2020, com mais 700 milhões de dólares que venceriam em abril e outros 600 milhões em junho. Devido à falta de moedas estrangeiras, o primeiro-ministro afirmou que as reservas haviam caído em "um nível preocupante e perigoso que força o governo libanês a suspender o pagamento de Eurobonds a vencer no dia 9 de março em razão da dependência nesses fundos".
Essa crise de liquidez criou uma barreira para cada pessoa que tinha conta em bancos libaneses; dado que eles são incapazes de acessar seus fundos. Não apenas não podem acessar seus depósitos, mas não são capazes de retirar qualquer dólar estadunidense diretamente. Eles podem retirar o dinheiro apenas na moeda nacional. Essas pessoas precisaram preservar o valor de suas finanças, especialmente após as reportagens sobre a reestruturação do setor bancário. Buscaram então comprar patrimônio imobiliário. Por exemplo, lucros da venda de terras da maior empresa imobiliária, Solidere, dispararam de cerca de 1.3 milhões de dólares para 234.5 milhões. Além disso, as pessoas buscaram comprar também ações da Solidere, o que levou a um crescimento de 500% entre o começo da crise de liquidez e abril de 2021.
Em 1 de junho de 2021, o Banco Mundial publicou um comunicado que alertava que a crise econômica no Líbano ameaçava se tornar um das três mais severas desde a metade do século 19, se seu "sistema econômico corrupto, do qual poucos se beneficiaram por tanto tempo" não fosse reformado. Em 11 de agosto de 2021, o Banco do Líbano acabou com os subsídios em combustíveis, anunciando que iriam ao invés disso oferecer "linha de crédito para a importação de combustível baseada nos preços de mercado da libra libanesa". Essa decisão levou a um crescimento significativo no preço dos combustíveis em meio a uma crise econômica no país, mas o governo foi incapaz de aliviar a escassez. Em 9 de outubro de 2021, o país sofreu um apagão total de 24 horas quando os maiores geradores de eletricidade, Zahrani e Deir Ammar, ficaram sem combustível. Serviços públicos apenas podiam oferecer eletricidade por algumas horas por dia, porque não conseguiam comprar combustível prover os geradores centrais, levando à um crescimento massivo no número de pessoas comprando eletricidade mais cara de geradores particulares.
Em dezembro de 2021, a BBC News relatou que a crise econômica causou escassez na importações de medicamentos vitais.

## Nota
- Este artigo foi inicialmente traduzido, total ou parcialmente, do artigo da Wikipédia em inglês cujo título é «Lebanese liquidity crisis».